# Hans Dichand
Hans Dichand (Graz, 29 gennaio 1921 – Vienna, 17 giugno 2010) è stato un giornalista austriaco.

## Biografia
Considerata una delle maggiori figure del giornalismo austriaco, iniziò la carriera giornalistica nel dopoguerra, collaborando con il British News Service. Nel 1949 divenne caporedattore del quotidiano Kleine Zeitung, in seguito tra il 1955 e il 1958 fu caporedattore del Kurier.
Nel 1959 rifondò il Kronen Zeitung, storica testata chiusa nel 1944 per gli eventi bellici, e lo portò ad essere il quotidiano austriaco più letto.
Nel 1999 una giuria di riviste specializzate ha selezionato Dichand, Karl Kraus e Gerd Bacher quali maggiori giornalisti austriaci del ventesimo secolo.